# Giovanni Roma
Giovanni Roma, né le 2 mars 1928 à Tezze di Vazzola, et mort le 9 août 2007 à Motta di Livenza, est un coureur cycliste italien. Son frère Pietro Roma (1921-1990) fut également coureur professionnel.

## Palmarès
- 1949
  - Astico-Brenta
  - 3e du Tour des Dolomites
- 1950
  - 1re étape du Gran Premio Massaua-Fossati
  - 3e étape du Tour des Dolomites
  - Coppa Valle Grana
  - Astico-Brenta
- 1951
  - 2e et 4eb étapes du Tour des Dolomites
  - 2e du Tour des Dolomites
- 1952
  - 3e du Grand Prix Ceramisti
- 1953
  - 3e de l'Astico-Brenta
  - 7e du Tour d'Italie
- 1954
  - 2e étape du Tour de Sicile
  - 3e du Tour de Sicile

## Résultats sur les grands tours

### Tour d'Italie
3 participations
- 1951 : 41e
- 1952 : 14e
- 1953 : 7e